# 劳尔·冈萨雷斯 (拳击运动员)
劳尔·冈萨雷斯·桑切斯（西班牙語：Raúl González Sánchez，1967年6月5日—），古巴前男子拳击运动员。他曾代表古巴参加1992年夏季奥林匹克运动会拳击比赛，获得男子51公斤级银牌。